# فرودگاه بین‌المللی شهید بهشتی اصفهان
فرودگاه بین‌المللی شهید بهشتی اصفهان (یاتا: IFN، ایکائو: OIFM) فرودگاهی بین‌المللی است که در شهر اصفهان، ایران قرار دارد.
در سال ۲۰۱۶ میلادی ۲۳٬۰۴۰ نشست و برخاست هواپیما در این فرودگاه انجام شد و ۲۴٬۱۲۸٬۵۲۸ کیلوگرم بار و ۲٬۵۹۳٬۴۱۴ نفر مسافر از طریق آن جابجا شدند.

## تاریخچه
فرودگاه بین المللی اصفهان از قدیمی‌ترین فرودگاه‌های کشور بوده که از سال ۱۳۰۸ ابتدا در منطقه صفه اصفهان قرار داشت و از سال ۱۳۶۱ و پس از ساخت فرودگاه شهید بهشتی، به محل فعلی انتقال یافت. فرودگاه جدید در ۵/۱۸ کیلومتری شرق اصفهان در منطقه کویری با ارتفاع ۱۵۴۲ متر از سطح دریا و در مساحت ۱۳۱۵ هکتار با هدف انجام پروازهای مسافربری و آموزشی در سال ۱۳۶۱ آغاز به کار نموده‌است.

## شرکت‌های هواپیمایی و مقصدهای پروازی
| شرکت‌های هواپیمایی      | مقصدهای پروازی | پایانه    |
| ---------------------- | --- | --------- |
| هواپیمایی ایرعربیا     | فرودگاه بین‌المللی شارجه | بین‌المللی |
| هواپیمایی آتا          | فرودگاه بین‌المللی کیش، فرودگاه بین‌المللی شهید هاشمی‌نژاد مشهد، فرودگاه بین‌المللی شهید مدنی تبریز، فرودگاه بین‌المللی مهرآباد | داخلی     |
| هواپیمایی آتا          | فصلی: فرودگاه بین‌المللی حیدر علی‌اف، فرودگاه بین‌المللی تفلیس | بین‌المللی |
| اطلس گلوبال            | فصلی: فرودگاه آدانا، فرودگاه آنتالیا | بین‌المللی |
| هواپیمایی اترک         | چارتر: فرودگاه بین‌المللی کیش، فرودگاه بین‌المللی شهید هاشمی‌نژاد مشهد | داخلی     |
| آستریا ایر             | فرودگاه بین‌المللی وین | بین‌المللی |
| هواپیمایی کاسپین       | فرودگاه بین‌المللی اهواز، فرودگاه دیرستان، فرودگاه خلیج فارس، فرودگاه بین‌المللی کیش، فرودگاه بین‌المللی شهید هاشمی‌نژاد مشهد، فرودگاه بین‌المللی مهرآباد | داخلی     |
| هواپیمایی کاسپین       | چارتر: فرودگاه بین‌المللی بغداد، فرودگاه بین‌المللی نجف | بین‌المللی |
| فلای بغداد             | فرودگاه بین‌المللی بغداد | بین‌المللی |
| فلای‌دبی                | فرودگاه بین‌المللی دوبی | بین‌المللی |
| فری‌برد ایرلاینز        | فصلی: فرودگاه آدانا، فرودگاه آنتالیا | بین‌المللی |
| ایران ایر              | فرودگاه آبادان، فرودگاه بین‌المللی اهواز، فرودگاه بین‌المللی بندرعباس، فرودگاه بوشهر، فرودگاه ایلام، فرودگاه بین‌المللی کیش، فرودگاه لاوان، فرودگاه بین‌المللی شهید هاشمی‌نژاد مشهد،فرودگاه جزیره سیری، فرودگاه بین‌المللی شهید دستغیب شیراز، فرودگاه بین‌المللی شهید مدنی تبریز، فرودگاه بین‌المللی مهرآباد،                                                               | داخلی     |
| ایران ایر              | فرودگاه بین‌المللی بغداد، فرودگاه بین‌المللی نجف، فرودگاه بین‌المللی دوبی، فرودگاه بین‌المللی کویت فصلی: فرودگاه بین‌المللی ملک عبدالعزیز، فرودگاه شاهزاده محمد بن عبدالعزیز | بین‌المللی |
| هواپیمایی ایران ایرتور | فرودگاه آبادان، فرودگاه بین‌المللی اهواز، فرودگاه بین‌المللی بندرعباس، جم، فرودگاه بین‌المللی کیش، فرودگاه ماهشهر، فرودگاه بین‌المللی شهید هاشمی‌نژاد مشهد، فرودگاه بین‌المللی مهرآباد | داخلی     |
| هواپیمایی ایران ایرتور | فرودگاه بین‌المللی بغداد، فرودگاه بین‌المللی نجف | بین‌المللی |
| هواپیمایی آسمان        | فرودگاه آبادان، فرودگاه بین‌المللی اهواز، فرودگاه خلیج فارس، بهرگان، فرودگاه بین‌المللی بندرعباس، فرودگاه دزفول، [[]]، فرودگاه خارگ، فرودگاه لامرد، فرودگاه لاوان، فرودگاه بین‌المللی شهید دستغیب شیراز، فرودگاه بین‌المللی شهید هاشمی‌نژاد مشهد، فرودگاه بین‌المللی مهرآباد، فرودگاه بین‌المللی زاهدان ،فرودگاه بین المللی سردار جنگل رشت                                 | داخلی     |
| هواپیمایی عراق         | فرودگاه بین‌المللی بغداد، فرودگاه بین‌المللی نجف | بین‌المللی |
| کیش ایر                | فرودگاه بین‌المللی اهواز، فرودگاه خلیج فارس، فرودگاه بین‌المللی بندرعباس، فرودگاه بین‌المللی کیش، فرودگاه ماهشهر، فرودگاه بین‌المللی شهید هاشمی‌نژاد مشهد، فرودگاه بین‌المللی مهرآباد | داخلی     |
| کیش ایر                | فرودگاه بین‌المللی بغداد، فرودگاه بین‌المللی دوبی، فرودگاه بین‌المللی نجف چارتر: فرودگاه بین‌المللی صبیحه گوکچن | بین‌المللی |
| هواپیمایی ماهان        | فرودگاه خلیج فارس، فرودگاه کرمان، فرودگاه خارگ، فرودگاه بین‌المللی شهید هاشمی‌نژاد مشهد، فرودگاه دیرستان، فرودگاه بین‌المللی شهید مدنی تبریز، فرودگاه بین‌المللی مهرآباد،فرودگاه بین المللی زاهدان | داخلی     |
| هواپیمایی ماهان        | فرودگاه بین‌المللی بغداد، فرودگاه بین‌المللی نجف چارتر فصلی: فرودگاه بین‌المللی ملک عبدالعزیز | بین‌المللی |
| هواپیمایی معراج        | فرودگاه بین‌المللی کیش، فرودگاه بین‌المللی شهید هاشمی‌نژاد مشهد،فرودگاه مهرآباد تهران | داخلی     |
| هواپیمایی نفت ایران    | فرودگاه آغاجاری، فرودگاه بین‌المللی اهواز، فرودگاه خلیج فارس، فرودگاه خارگ، بهرگان، فرودگاه بین‌المللی بندرعباس، فرودگاه دزفول، فرودگاه لامرد، فرودگاه لاوان، فرودگاه بین‌المللی کیش، فرودگاه ماهشهر، فرودگاه بین‌المللی شهید هاشمی‌نژاد مشهد، فرودگاه گرگان، فرودگاه سردار جنگل رشت، فرودگاه جزیره سیری، فرودگاه بین‌المللی شهید دستغیب شیراز، فرودگاه بین‌المللی مهرآباد | داخلی     |
| هواپیمایی نفت ایران    | فصلی: فرودگاه بین‌المللی زوارتنوتس | بین‌المللی |
| هواپیمایی قشم          | فرودگاه بین‌المللی اهواز، فرودگاه بین‌المللی کیش، فرودگاه ماهشهر، فرودگاه بین‌المللی شهید هاشمی‌نژاد مشهد، فرودگاه دیرستان، فرودگاه سردار جنگل رشت، فرودگاه بین‌المللی مهرآباد | داخلی     |
| هواپیمایی قشم          | فرودگاه بین‌المللی بغداد، فرودگاه بین‌المللی دوبی، فرودگاه بین‌المللی نجف | بین‌المللی |
| هواپیمایی سعودی        | فصلی: فرودگاه بین‌المللی ملک عبدالعزیز، فرودگاه شاهزاده محمد بن عبدالعزیز | بین‌المللی |
| هواپیمایی تابان        | فرودگاه آبادان، فرودگاه بین‌المللی اهواز، فرودگاه خلیج فارس، فرودگاه بین‌المللی کیش، فرودگاه بین‌المللی شهید هاشمی‌نژاد مشهد، فرودگاه دیرستان، فرودگاه سردار جنگل رشت، فرودگاه بین‌المللی مهرآباد | داخلی     |
| هواپیمایی تابان        | فرودگاه بین‌المللی بغداد، فرودگاه بین‌المللی رفیق حریری بیروت، فرودگاه بین‌المللی دوبی، فرودگاه بین‌المللی آتاترک، فرودگاه بین‌المللی نجف فصلی:فرودگاه بین‌المللی زوارتنوتس، فرودگاه بین‌المللی تفلیس | بین‌المللی |
| تیلویند ایرلاینز       | فصلی: فرودگاه آدانا، فرودگاه آنتالیا | بین‌المللی |
| ترکیش ایرلاینز         | فرودگاه بین‌المللی آتاترک | بین‌المللی |
| هواپیمایی زاگرس        | فرودگاه بین‌المللی اهواز، فرودگاه بین‌المللی کیش، فرودگاه ماهشهر، فرودگاه بین‌المللی شهید هاشمی‌نژاد مشهد، فرودگاه سردار جنگل رشت، فرودگاه جزیره سیری، فرودگاه بین‌المللی مهرآباد | داخلی     |
| هواپیمایی زاگرس        | فرودگاه بین‌المللی بغداد، فرودگاه بین‌المللی نجف فصلی: فرودگاه بین‌المللی شرمتیوو، فرودگاه پالکوو | بین‌المللی |